# Абдюшев, Хабибулла Бахтигареевич
Хабибулла Бахтигареевич Абдюшев (1920—1988) — бригадир тракторной бригады. Герой Социалистического Труда (1966).

## Биография
Родился 1 марта 1920 года в селе Денискино (ныне Фёдоровского района Республики Башкортостан). Трудиться начал с 1934 года в колхозе «Чулпан» Фёдоровского района скотником. Учился с 1935 года на курсах трактористов при Октябрьской МТС Фёдоровского района БАССР.
Место работы: с  1936 года — тракторист Октябрьской МТС. В апреле 1941 г. призван в Красную Армию. Участвовал в боях Великой Отечественной войны в составе 583-й отдельной гвардейской миномётной дивизии. Демобилизован в 1944 году по состоянию здоровья.
После войны Хабибулла Бахтигареевич работал трактористом, в 1951—1959 гг. — бригадир тракторной бригады, с 1959 г. — бригадир комплексной бригады колхоза имени Фрунзе Фёдоровского района.
В 1963 г. бригада X. Б. Абдюшева на закреплённой за ней площади в 750 гектаров собрала урожай зерновых 18,7 центнера с гектара. В 1964 г. с площади 775 гектаров получила средний урожай зерновых 20,5 центнера с гектара, гороха с площади 110 гектаров — 26 центнеров, пшеницы с площади 112 гектаров — 22 центнера, сахарной свёклы с площади 120 гектаров — 164 центнера с гектара. В 1965 г. с площади 805 гектаров получила урожай зерновых 18,6 центнера с гектара.
За успехи, достигнутые в увеличении производства и заготовок пшеницы, ржи, гречихи, других зерновых и кормовых культур и высокопроизводительном использовании техники, Указом Президиума Верховного Совета СССР от 23 июня 1966 г. X. Б. Абдюшеву присвоено звание Героя Социалистического Труда.
С июня 1966 г. до ухода на пенсию в 1980 г. работал агрономом, заведующим машинно-тракторной мастерской колхоза имени Фрунзе Фёдоровского района.
Жил в родном селе Денискино. Умер 23 декабря 1998 года.

## Награды
- Герой Социалистического Труда (1966)
- Орден Ленина
- Орден Отечественной войны II степени (1985)
- медали